# Belle-Église
Belle-Église és un municipi francès, situat al departament de l'Oise i a la regió dels Alts de França. L'any 2007 tenia 571 habitants.

## Demografia

### Població
El 2007 la població de fet de Belle-Église era de 571 persones. Hi havia 200 famílies de les quals 44 eren unipersonals (16 homes vivint sols i 28 dones vivint soles), 52 parelles sense fills, 88 parelles amb fills i 16 famílies monoparentals amb fills.
La població ha evolucionat segons el següent gràfic:
Habitants censats

### Habitatges
El 2007 hi havia 236 habitatges, 212 eren l'habitatge principal de la família, 11 eren segones residències i 13 estaven desocupats. 209 eren cases i 26 eren apartaments. Dels 212 habitatges principals, 167 estaven ocupats pels seus propietaris, 33 estaven llogats i ocupats pels llogaters i 12 estaven cedits a títol gratuït; 9 tenien una cambra, 10 en tenien dues, 29 en tenien tres, 60 en tenien quatre i 103 en tenien cinc o més. 174 habitatges disposaven pel capbaix d'una plaça de pàrquing. A 81 habitatges hi havia un automòbil i a 122 n'hi havia dos o més.

### Piràmide de població
La piràmide de població per edats i sexe el 2009 era:
| Homes | Edats   | Dones |
| ----- | ------- | ----- |
| 0     | 95 o +  | 0     |
| 0     | 90 a 94 | 4     |
| 0     | 85 a 89 | 0     |
| 0     | 80 a 84 | 0     |
| 4     | 75 a 79 | 12    |
| 8     | 70 a 74 | 12    |
| 12    | 65 a 69 | 0     |
| 12    | 60 a 64 | 8     |
| 20    | 55 a 59 | 24    |
| 4     | 50 a 54 | 32    |
| 32    | 45 a 49 | 12    |
| 52    | 40 a 44 | 36    |
| 12    | 35 a 39 | 16    |
| 12    | 30 a 34 | 24    |
| 12    | 25 a 29 | 20    |
| 20    | 20 a 24 | 12    |
| 20    | 15 a 19 | 16    |
| 16    | 10 a 14 | 24    |
| 16    | 5 a 9   | 16    |
| 20    | 0 a 4   | 12    |

## Economia
El 2007 la població en edat de treballar era de 376 persones, 279 eren actives i 97 eren inactives. De les 279 persones actives 267 estaven ocupades (144 homes i 123 dones) i 12 estaven aturades (8 homes i 4 dones). De les 97 persones inactives 26 estaven jubilades, 31 estaven estudiant i 40 estaven classificades com a «altres inactius».

### Ingressos
El 2009 a Belle-Église hi havia 209 unitats fiscals que integraven 564,5 persones, la mediana anual d'ingressos fiscals per persona era de 22.226 €.

### Activitats econòmiques
Dels 15 establiments que hi havia el 2007, 1 era d'una empresa de fabricació d'altres productes industrials, 4 d'empreses de construcció, 2 d'empreses de comerç i reparació d'automòbils, 2 d'empreses d'hostatgeria i restauració, 1 d'una empresa financera, 1 d'una empresa immobiliària, 2 d'empreses de serveis, 1 d'una entitat de l'administració pública i 1 d'una empresa classificada com a «altres activitats de serveis».
Dels 5 establiments de servei als particulars que hi havia el 2009, 1 era un paleta, 3 fusteries i 1 restaurant.
L'any 2000 a Belle-Église hi havia 3 explotacions agrícoles.

## Equipaments sanitaris i escolars
El 2009 hi havia una escola elemental.

## Poblacions més properes
El següent diagrama mostra les poblacions més properes.